# Vinařice (Lounyi járás)
Vinařice település Csehországban, Lounyi járásban. Vinařice Ročov, Žerotín, Nová Ves, Hříškov, Brodec és Kozojedy településekkel határos. Lakosainak száma 244 fő (2024. január 1.).

## Népesség
A település lakosságának változását az alábbi diagram mutatja:
| Lakosok száma | 759  | 910  | 804  | 483  | 322  | 231  | 244  | 239  | 243  | 244  |
|               | 1869 | 1900 | 1921 | 1961 | 1980 | 2011 | 2016 | 2019 | 2021 | 2024 |